# Myroxylon
Myroxylon L. f., 1782 è un genere di piante della famiglia delle Fabacee.

## Tassonomia
Il genere comprende le seguenti specie:
- Myroxylon balsamum (L.) Harms
- Myroxylon peruiferum